# François-Louis Teissèdre de Fleury
Pour les articles homonymes, voir Teissèdre et Fleury.
François Louis Teissèdre de Fleury est un militaire français, né le 28 août 1749 à Saint-Hippolyte-du-Fort (Gard) et mort en 1799, probablement à Paris. Spécialisé dans le génie, il a participé, comme volontaire, à la guerre d'indépendance américaine entre 1777 et 1781. Il a poursuivi sa carrière militaire dans les Indes françaises.

## Biographie

### Jeunesse et premières années
François Louis Teissèdre de Fleury nait dans une famille de la petite noblesse languedocienne, à Saint-Hippolyte-du-Fort, au sud des Cévennes. Son père, François Teissèdre, seigneur de Fleury et co-seigneur de Saint-Hippolyte, est maître des Eaux et Forêts de Montpellier. En 1768, à l'âge de 19 ans, il s'engage dans le régiment de Rouergue et acquiert rapidement le grade de sous-lieutenant. Il participe aux combats de conquête de la Corse en 1768-1769. En 1776, il est promu au rang de 2e lieutenant, puis, l'année suivante, de 1er lieutenant.

### La guerre d'Indépendance américaine
La même année, il obtient l'autorisation de se joindre aux officiers français désireux de se battre en Amérique aux côtés des Patriots dans la guerre d'indépendance américaine. Il part vers l'Amérique à bord de l'Amphitrite en janvier 1777, pour un voyage de quatre mois, accompagnant le premier contingent français, avec Philippe Tronson de Coudray. Mais, arrivé le 17 mars à Portsmouth, dans le New Hampshire, ce premier contingent est écarté par les membres du Congrès américain des corps de l'armée américaine. Fleury s'engage alors comme simple volontaire dans l'armée continentale.
Le 10 mai 1777, il participe aux combats de Piscataway, dans le New Jersey. Le 22 mai, il obtient le grade de capitaine dans le corps du Génie de l'armée continentale. Le commandement lui attribue la défense de Philadelphie et du fleuve Delaware, ce qui l'amène à s'occuper de fortifier Fort Billingsport. En septembre 1777, il est remarqué par George Washington durant la bataille de Brandywine, où il est blessé. Le 4 octobre 1777, il participe à la bataille de Germantown, où il se fait encore remarquer. Il est alors élevé au grade brigade major dans les troupes de Kazimierz Pułaski. Il s'illustre ensuite lors du siège de six semaines de Fort Mifflin par les Britanniques, où il n'arrive qu'à partir du 14 octobre après avoir franchi les lignes britanniques qui encerclent le fort. Il s'emploie à améliorer la résistance malgré les maigres défenses de la position,,. Il est blessé le 15 novembre, jour où les Américains évacuèrent le fort. Le lendemain, il est promu au grade de lieutenant-colonel du Génie. Apprenant la nouvelle plusieurs mois plus tard, son père, François, s'adresse à Benjamin Franklin afin d'avoir de ses nouvelles.
Au début de l'année 1778, Fleury rejoint Gilbert du Motier de La Fayette qui prépare une expédition vers les provinces du Canada, restées fidèles à la couronne britannique. Le projet échoue et, à la fin du mois d'avril, George Washington l'envoie auprès de l'inspecteur général Friedrich Wilhelm von Steuben. Durant la campagne qui mène à l'importante victoire de Monmouth, le 28 juin 1778, Fleury commande la division de chasseurs du général Charles Lee. En juin, il participe à une opération contre la flotte britannique stationnée à Newport, dans le Rhode Island, avec l'appui des navires français commandés par Charles Henri d'Estaing. Cette opération se solde par un échec et Fleury a la charge de superviser la dangereuse retraite des troupes continentales. Son plus haut fait d'armes reste cependant la prise de Stony Point, dans l'État de New York, le 16 juillet 1779. Chargé du commandement de l'un des deux bataillons américains, sous la direction du général de brigade Anthony Wayne, Fleury fait preuve d'un grand courage. Le 26 août 1779, il reçoit les honneurs du Congrès : une des huit médailles d'argent attribuées durant la guerre lui est destinée.
En septembre 1779, il obtient l'autorisation de rentrer en France pour neuf mois. En mars 1780, il intègre le régiment de Saintonge avec le grade de major. C'est au cœur de ce régiment, placé sous le commandement d'Adam-Philippe de Custine et intégré au corps d'expédition mené par Donatien de Rochambeau, qu'il retourne en Amérique en juillet 1780. En octobre 1781, il participe à la bataille de Yorktown, en récompense de quoi il est fait chevalier de l'ordre de Saint-Louis le 5 décembre 1781 par Louis XVI. En octobre 1782, Donatien de Rochambeau le met à la tête d'une troupe stationnée à Portsmouth, dans le New Hampshire, afin de repousser une éventuelle attaque britannique. Les négociations pour la paix ayant avancé, il rentre finalement en France en juin 1783.

### Carrière dans les Indes et retour en France
De retour en France à la fin de la guerre américaine, il continue à servir dans l'armée française. En janvier 1784, il reçoit le commandement du régiment de Pondichéry, dans les Indes françaises, avec le grade de colonel. Le 30 novembre 1784, il arrive à Port-Louis, sur l'île de France, à bord de l'Éléphant. Entre le 27 juin et le 9 novembre 1785, il remplace comme commandant général de l'île Bourbon et de l'île de France François de Souillac à Port-Louis et au Réduit, qui est parti visiter Pondichéry après la mort de son gouverneur, Charles Patissier de Bussy. Fin septembre, il accueille Antoine Bruny d'Entrecasteaux, avec lequel il entretient de bons rapports. Mais à partir de janvier 1788, alors que sa santé se dégrade, il demande à quitter l'île de France. Il renonce à la suite de menaces britanniques sur Pondichéry. En novembre 1789, il quitte finalement l'océan Indien et retourne en France à bord de la frégate la Dryade, et débarque à Brest en avril 1790.
Fleury rejoint Paris où il se met au service du comité militaire de l'Assemblée constituante. Le 30 janvier 1791, il est promu maréchal de camp. En 1792, lorsque la guerre contre l'Autriche éclate, il reprend du service. Lors d'une retraite de l'armée française vers Mons, en avril 1792, il est blessé en passant sous son cheval, lors d'une charge de cavalerie ennemie. Au mois de juin, il prend finalement sa retraite de l'armée.
En 1798, il se marie avec Marie-Jeanne Lacour, mais meurt seulement sept mois après, en février 1799.

## LaDe Fleury Medal
La De Fleury Medal est créée en 1989, en mémoire des services rendus par François de Fleury. Elle récompense les militaires membres du corps du Génie de l'armée américaine.
La médaille de bronze est décernée à un soldat ayant rendu un service particulier au corps du Génie. La médaille d'argent est remise à un soldat ayant rendu un service exceptionnel. La médaille d'or est remise par le commandant du corps du Génie de l'armée américaine, et récompense une fois par an une personnalité reconnue du Génie. Cette dernière est remise lors du grand Engineer Regimental Dinner qui se tient au printemps de chaque année à Fort Leonard Wood, dans le Missouri.